# Reino da Prússia
O Reino da Prússia[a] (em alemão:  Königreich Preußen) constituiu o estado alemão da Prússia entre 1701 e 1918.  Foi a força motriz por trás da unificação da Alemanha em 1866 e foi o estado líder do Império Alemão até sua dissolução em 1918.  Embora tenha recebido o nome da região chamada Prússia, sua sede ficava na Marca de Brandemburgo. Sua capital era Berlim. 
Os reis da Prússia eram da Casa de Hohenzollern. Brandemburgo-Prússia, antecessora do reino, tornou-se uma potência militar sob Frederico Guilherme, Eleitor de Brandemburgo, conhecido como "O Grande Eleitor".     Como reino, a Prússia continuou sua ascensão ao poder, especialmente durante o reinado de Frederico II "o Grande".  Frederico, o Grande, foi fundamental no início da Guerra dos Sete Anos (1756-1763), mantendo-se firme contra a Áustria, Rússia, França e Suécia e estabelecendo o papel dominante da Prússia entre os estados alemães, bem como estabelecendo o país como uma grande potência europeia através das vitórias do poderoso Exército Prussiano.   A Prússia tentou unificar todos os estados alemães (excluindo os cantões alemães na Suíça) sob seu domínio, e se a Áustria seria incluída em tal domínio alemão unificado tornou-se uma questão constante. Após as Guerras Napoleônicas terem levado à criação da Confederação Alemã, a questão da unificação dos estados alemães causou as revoluções alemãs de 1848-1849, com representantes de todos os estados tentando se unificar sob sua própria constituição.  Tentativas de criar uma federação não tiveram sucesso e a Confederação Germânica entrou em colapso em 1866, quando ocorreu a Guerra Austro-Prussiana entre seus dois estados-membros mais poderosos.
A Prússia foi posteriormente a força motriz por trás do estabelecimento em 1866 da Confederação da Alemanha do Norte, transformada em 1871 no Império Alemão unificado e considerada a primeira predecessora legal contínua da atual República Federal da Alemanha.  A Confederação da Alemanha do Norte foi vista mais como uma aliança de força militar após a Guerra Austro-Prussiana, mas muitas de suas leis foram usadas posteriormente no Império Alemão. O Império Alemão unificou com sucesso todos os estados alemães, exceto a Áustria e a Suíça, sob a hegemonia prussiana  devido à derrota de Napoleão III na Guerra Franco-Prussiana de 1870-1871. A guerra uniu todos os estados alemães contra um inimigo comum, e com a vitória veio uma onda avassaladora de nacionalismo que mudou as opiniões de alguns daqueles que eram contra a unificação.
Com a Revolução Alemã de 1918-1919, o Reino da Prússia foi transformado no Estado Livre da Prússia. 

## História

### Antecedentes e estabelecimento
Os Hohenzollerns foram nomeados governantes da Marca de Brandemburgo em 1518. Em 1529, os Hohenzollerns garantiram a reversão do Ducado da Pomerânia após uma série de conflitos e adquiriram sua parte oriental após a Paz de Vestfália. 
Em 1618, os eleitores de Brandemburgo também herdaram o Ducado da Prússia, governado desde 1511 por um ramo mais jovem da Casa de Hohenzollern. Em 1525, Alberto de Brandemburgo, o último grão-mestre da Ordem Teutônica, secularizou seu território e o converteu em um ducado. Foi governado em uma união pessoal com Brandemburgo, conhecida como "Brandemburgo-Prússia". Uma união plena não era possível, já que Brandemburgo ainda era legalmente parte do Sacro Império Romano e o Ducado da Prússia era um feudo da Polônia . A Ordem Teutônica prestava homenagem à Polônia desde 1466, e os Hohenzollerns continuaram a prestar homenagem após secularizar a Prússia Ducal. 
No decorrer da Segunda Guerra do Norte, os tratados de Labiau e Wehlau-Bromberg concederam aos Hohenzollerns total soberania sobre o ducado prussiano até setembro de 1657. 
Em troca de uma aliança contra a França na Guerra da Sucessão Espanhola, o filho do Grande Eleitor, Frederico III, foi autorizado a elevar a Prússia a um reino no Tratado da Coroa de 16 de novembro de 1700. Frederico coroou-se "Rei na Prússia" como Frederico I em 18 de janeiro de 1701. Legalmente, nenhum reino poderia existir no Sacro Império Romano, exceto a Boêmia e a Itália. No entanto, Frederico considerou que, como a Prússia nunca fez parte do império e os Hohenzollerns eram totalmente soberanos sobre ele, ele poderia elevar a Prússia a um reino. O Imperador Leopoldo I, interessado em garantir o apoio de Frederico na iminente Guerra da Sucessão Espanhola, aquiesceu. 

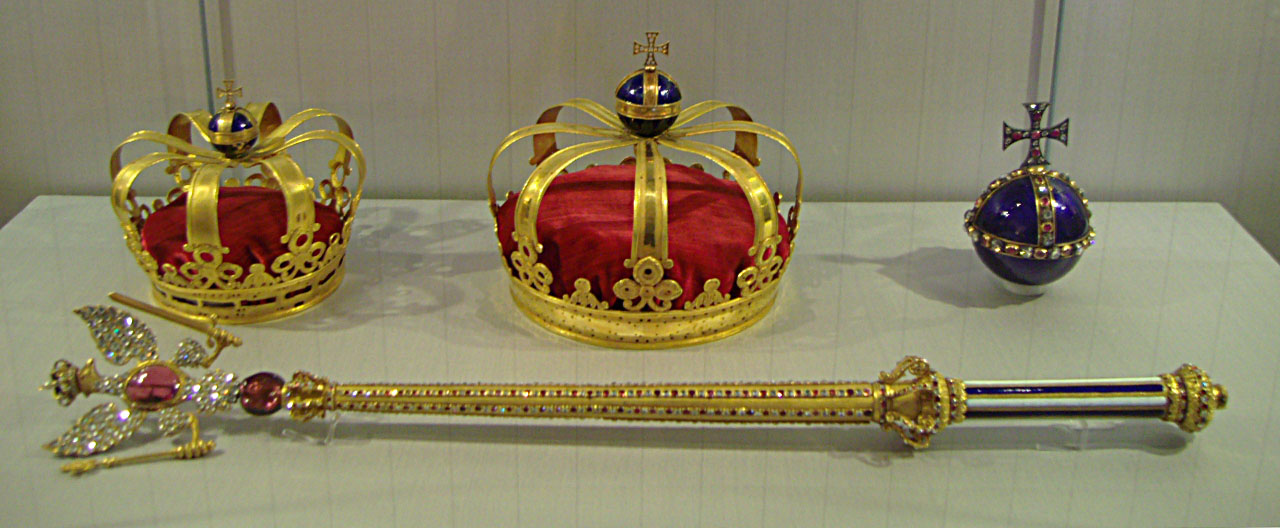
As joias da coroa prussiana, Palácio de Charlottenburg, Berlim

O estilo "Rei na Prússia" foi adotado para reconhecer a ficção legal de que os Hohenzollerns eram legalmente reis apenas em seu antigo ducado. Em Brandemburgo e nas partes de seus domínios que estavam dentro do Império, eles ainda eram legalmente apenas eleitores sob a soberania do imperador. Entretanto, nessa época a autoridade do imperador era apenas nominal. Os governantes dos vários territórios do império agiam em grande parte como governantes de estados soberanos e só reconheciam a suserania do imperador de forma formal. Além disso, o ducado era apenas a maior parte oriental da região da Prússia; o fragmento mais ocidental constituía a parte da Prússia Real a leste do Vístula, mantida juntamente com o título de Rei da Prússia pelo Rei da Polônia. Embora a união pessoal entre Brandemburgo e a Prússia tenha continuado legalmente até o fim do império em 1806, a partir de 1701 Brandemburgo foi de fato tratado como parte integrante do reino. Como os Hohenzollerns ainda eram nominalmente súditos do imperador dentro das partes de seus domínios que faziam parte do império, eles continuaram a usar o título adicional de Eleitor de Brandemburgo até que o império foi dissolvido. Foi somente em 1772 que o título "Rei da Prússia" foi adotado, após a aquisição da Prússia Real na Primeira Partição da Polônia. 

### 1701–1721: Peste e a Grande Guerra do Norte
O Reino da Prússia ainda estava se recuperando da devastação da Guerra dos Trinta Anos e era pobre em recursos naturais. Seu território era desarticulado, estendendo-se 1200km das terras do Ducado da Prússia, na costa sudeste do Mar Báltico, até o coração de Hohenzollern, em Brandemburgo, com os exclaves de Cleves, Mark e Ravensberg, na Renânia. Em 1708, cerca de um terço da população da Prússia Oriental morreu durante o surto de peste da Grande Guerra do Norte.  A peste bubônica atingiu Prenzlau em agosto de 1710, mas recuou antes de chegar à capital Berlim, que estava a apenas 80km de distância.
A Grande Guerra do Norte foi o primeiro grande conflito em que o Reino da Prússia se envolveu. Começando em 1700, a guerra envolveu uma coalizão liderada pela Rússia czarista contra a potência dominante do norte da Europa na época, o Império Sueco. O príncipe herdeiro Frederico Guilherme tentou em 1705 envolver a Prússia na guerra, afirmando que "a melhor Prússia tem seu próprio exército e toma suas próprias decisões".  Suas opiniões, no entanto, não foram consideradas aceitáveis por seu pai, e foi somente em 1713 que Frederico Guilherme ascendeu ao trono.  Portanto, em 1715, a Prússia, liderada por Frederico Guilherme, juntou-se à coligação por várias razões,  incluindo o perigo de ser atacada tanto pela retaguarda como pelo mar; as suas reivindicações sobre a Pomerânia; e o facto de que se ficasse de lado e a Suécia perdesse, não obteria uma parte do território.   A Prússia participou apenas de uma batalha, a Batalha de Stresow, na ilha de Rügen, pois a guerra já havia sido praticamente decidida na Batalha de Poltava, em 1709. No Tratado de Estocolmo, a Prússia ganhou toda a Pomerânia sueca a leste do Rio Oder. A Suécia, no entanto, manteria uma parte da Pomerânia até 1815. A Grande Guerra do Norte não só marcou o fim do Império Sueco, mas também elevou a Prússia e a Rússia, às custas da decadente Comunidade Polaco-Lituana, como novas potências na Europa. 
O Grande Eleitor incorporou os Junkers, a aristocracia fundiária, na burocracia e na máquina militar do reino, dando-lhes um interesse pessoal no Exército Prussiano e na educação obrigatória.  O rei Frederico Guilherme I inaugurou o sistema de recrutamento obrigatório da Prússia em 1717. 

### 1740–1762: Guerras da Silésia

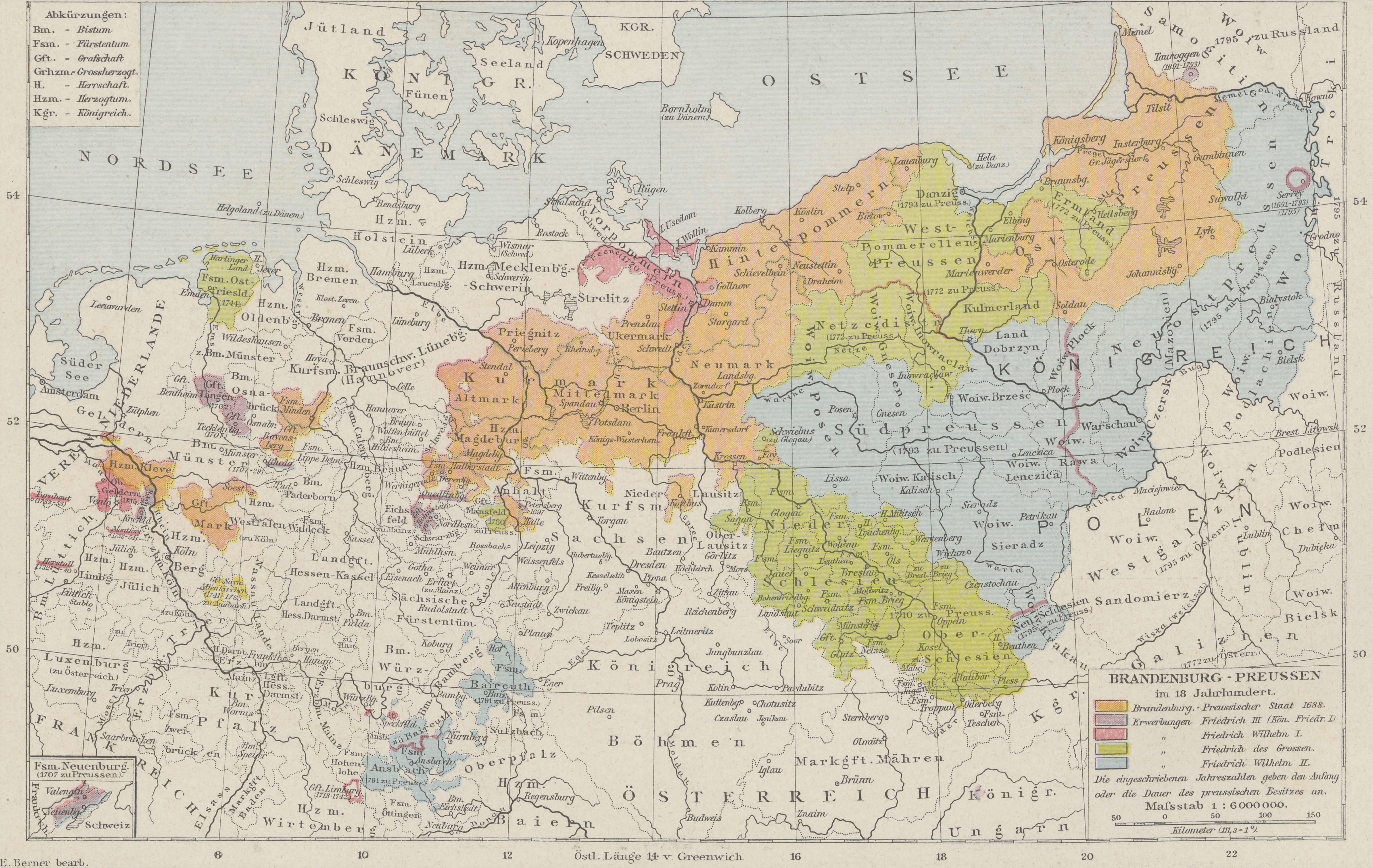
Aquisições territoriais prussianas no século XVIII

Em 1740, o rei Frederico II (Frederico, o Grande) subiu ao trono. Usando o pretexto de um tratado de 1537 (vetado pelo Imperador Fernando I) pelo qual partes da Silésia passariam para Brandemburgo após a extinção da dinastia Piasta, Frederico invadiu a Silésia, iniciando assim a Guerra da Sucessão Austríaca. Depois de ocupar rapidamente a Silésia, Frederico se ofereceu para proteger a Rainha Maria Teresa se a província fosse entregue a ele. A oferta foi rejeitada, mas a Áustria enfrentou vários outros oponentes em uma luta desesperada pela sobrevivência, e Frederico finalmente conseguiu obter a cessão formal com o Tratado de Berlim em 1742. 
Para a surpresa de muitos, a Áustria conseguiu retomar a guerra com sucesso. Em 1744, Frederico invadiu novamente para evitar represálias e reivindicar, desta vez, o Reino da Boêmia. Ele falhou, mas a pressão francesa sobre a Grã-Bretanha, aliada da Áustria, levou a uma série de tratados e compromissos, culminando no Tratado de Aix-la-Chapelle de 1748, que restaurou a paz e deixou a Prússia na posse da maior parte da Silésia. 

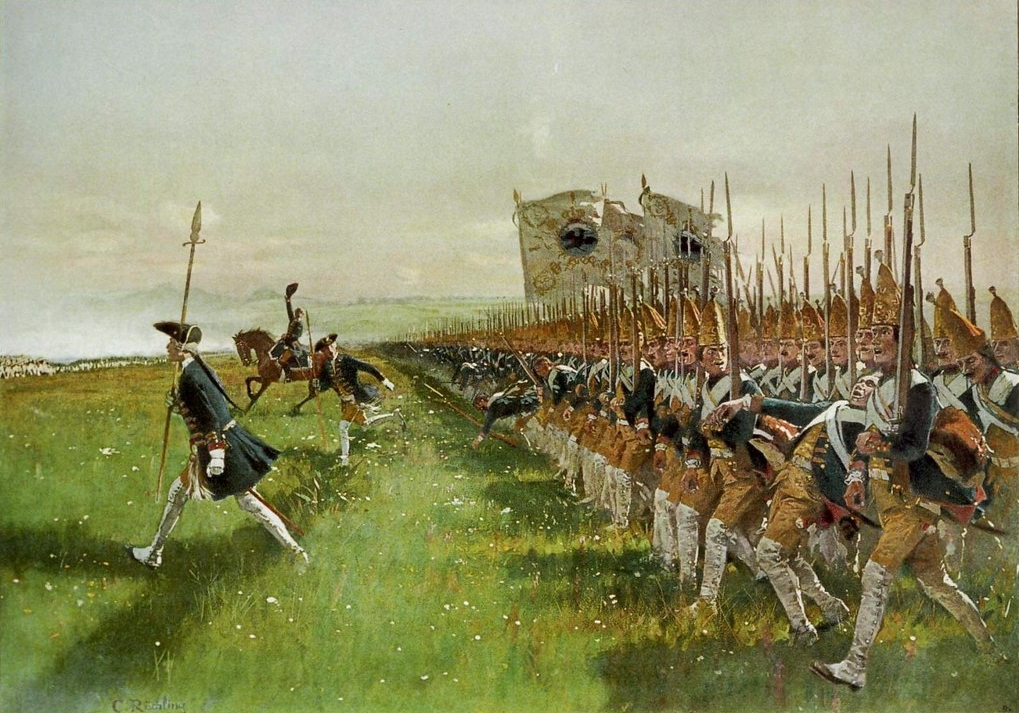
Ataque da infantaria prussiana na Batalha de Hohenfriedberg em 1745

Humilhada pela cessão da Silésia, a Áustria trabalhou para garantir uma aliança com a França e a Rússia (a "Revolução Diplomática"), enquanto a Prússia se aproximou do campo da Grã-Bretanha, formando a Aliança Anglo-Prussiana. Quando Frederico invadiu preventivamente a Saxônia e a Boêmia ao longo de alguns meses em 1756-1757, ele iniciou a Terceira Guerra da Silésia e deu início à Guerra dos Sete Anos. 
Esta guerra foi uma luta desesperada para o Exército Prussiano, e o fato de ter conseguido lutar em grande parte da Europa sem sofrer um único golpe é um testemunho das habilidades militares de Frederico. Enfrentando Áustria, Rússia, França e Suécia simultaneamente, e tendo apenas Hanôver (e os britânicos não continentais) como aliados notáveis, Frederico conseguiu impedir uma invasão séria até outubro de 1760, quando o exército russo ocupou brevemente Berlim e Königsberg. A situação, no entanto, tornou-se progressivamente pior até a morte, em 1762, da Imperatriz Isabel da Rússia (Milagre da Casa de Brandemburgo). A ascensão do prussófilo Pedro III aliviou a pressão na frente oriental. A Suécia também saiu da guerra quase na mesma época. 
Ao derrotar o exército austríaco na Batalha de Burkersdorf e contando com o sucesso contínuo dos britânicos contra a França nos teatros coloniais da guerra, a Prússia finalmente conseguiu impor um status quo ante bellum no continente. Este resultado confirmou o papel importante da Prússia dentro dos estados alemães e estabeleceu o país como uma grande potência europeia. Frederico, horrorizado com a quase derrota da Prússia e a devastação econômica de seu reino, viveu o resto de seus dias como um governante muito mais pacífico. 
Outras adições à Prússia no século XVIII foram o Condado da Frísia Oriental (1744), o Principado de Bayreuth (1791) e o Principado de Ansbach (1791), sendo os dois últimos adquiridos por meio de compras de ramos da dinastia Hohenzollern.

### 1772, 1793 e 1795: Partições da Comunidade Polaco-Lituana

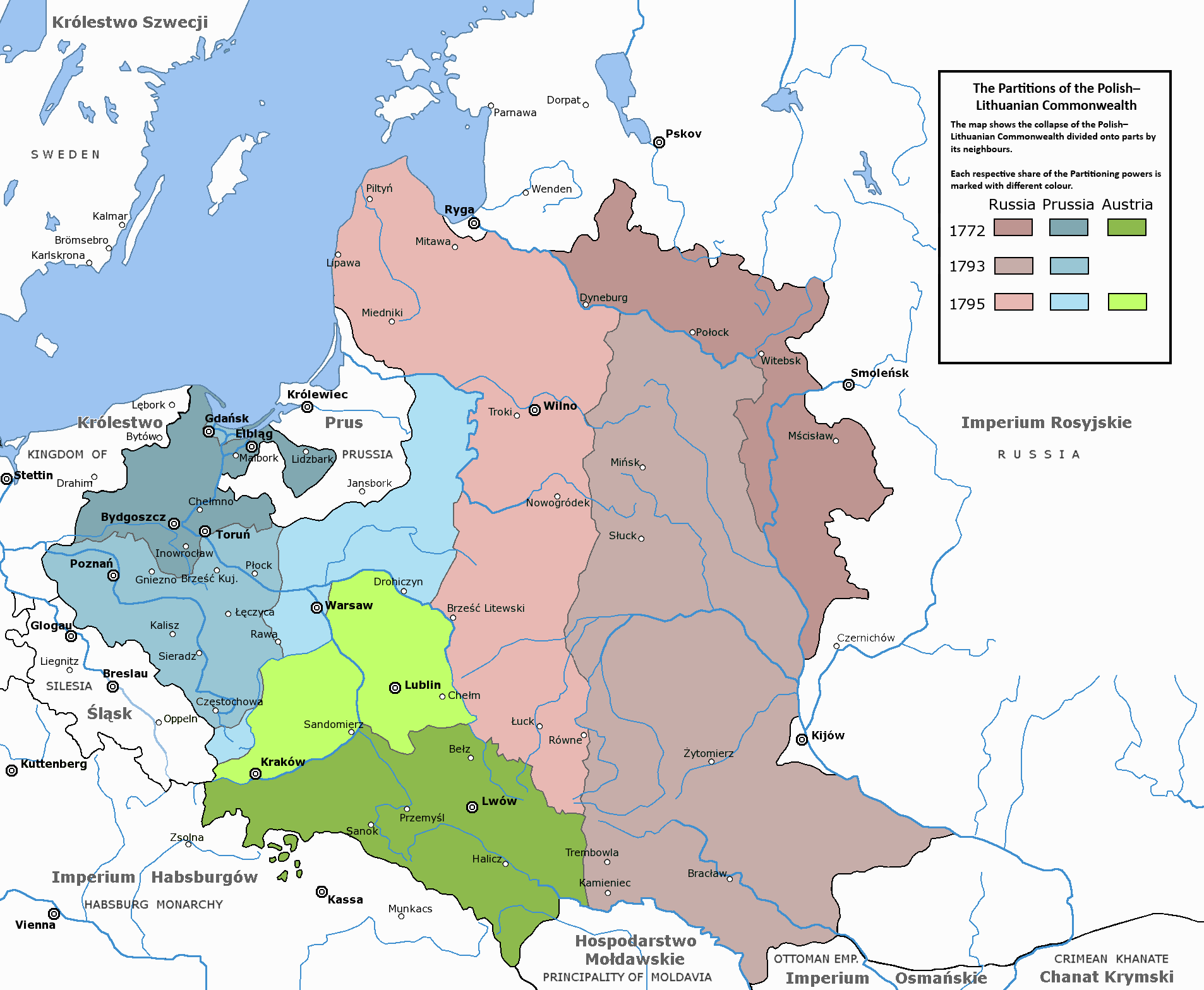
As três partições da Polônia (a Comunidade Polaco-Lituana). A Partição Russa (vermelha), a Partição Austríaca (verde) e a Partição Prussiana (azul)

A leste e ao sul da Prússia, a Comunidade Polaco-Lituana enfraqueceu gradualmente durante o século XVIII. Alarmado com a crescente influência russa nos assuntos poloneses e com uma possível expansão do Império Russo, Frederico foi fundamental no início da primeira das Partições da Polônia entre a Rússia, a Prússia e a Áustria em 1772 para manter o equilíbrio de poder. O Reino da Prússia anexou a maior parte da província polonesa da Prússia Real, incluindo Vármia, permitindo que Frederico finalmente adotasse o título de Rei da Prússia; as terras prussianas reais anexadas foram organizadas no ano seguinte na Província da Prússia Ocidental; a maior parte do restante se tornou o Distrito de Netze, originalmente separado, que foi anexado à Prússia Ocidental em 1775. A fronteira entre a Prússia Ocidental e o território anteriormente conhecido como Ducado da Prússia, agora Província da Prússia Oriental, também foi ajustada, transferindo Marienwerder para a Prússia Ocidental (que se tornou sua capital) e Vármia (Distritos de Heilsberg e  Kreis Braunsberg) para a Prússia Oriental. O território anexado conectava a Prússia Oriental com a Província da Pomerânia, unindo os territórios orientais do reino. 
Após a morte de Frederico em 1786, seu sobrinho Frederico Guilherme II continuou as partições, ganhando uma grande parte da Polônia ocidental em 1793; Thorn (Toruń) e Danzig (Gdańsk), que permaneceram parte da Polônia após a primeira partição, foram incorporadas à Prússia Ocidental, enquanto o restante se tornou a província da Prússia do Sul. 
Em 1787, a Prússia invadiu a Holanda para restaurar o Estatuder orangista contra os cada vez mais rebeldes patriotas, que buscavam derrubar a Casa de Orange-Nassau e estabelecer uma república democrática. A causa direta da invasão foi a prisão em Goejanverwellesluis, onde a irmã de Frederico Guilherme II, Guilhermina da Prússia, também esposa do estadunidense Guilherme V de Orange, foi detida por um bando de patriotas que negou sua passagem para Haia para recuperar a posição de seu marido. 
Em 1795, a Comunidade Polaco-Lituana deixou de existir e uma grande área (incluindo Varsóvia) ao sul e leste da Prússia Oriental tornou-se parte da Prússia. A maioria dos novos territórios (e a parte da Prússia do Sul ao norte do Vístula) foram organizados na província da Nova Prússia Oriental; a Prússia do Sul ganhou a área imediatamente ao sul do Vístula, Narew e Bug, incluindo Varsóvia; uma pequena área ao sul da Prússia do Sul tornou-se a Nova Silésia. Com o desaparecimento do estado polaco-lituano, a Prússia agora compartilhava suas fronteiras orientais com a monarquia dos Habsburgos (Galiza Ocidental) e a Rússia (partição russa). 
As Partições foram facilitadas pelo fato de terem ocorrido pouco antes da ascensão do nacionalismo na Europa no século XIX, e a autoconsciência nacional ainda não estava desenvolvida na maioria dos povos europeus, especialmente entre os plebeus. O Reino da Prússia era percebido na Polônia mais como uma propriedade pessoal neutra em termos de nacionalidade da Casa de Hohenzollern, em vez de um estado-nação alemão, e qualquer ansiedade dizia respeito predominantemente à liberdade de praticar a religião, em vez dos direitos de manter a identidade nacional. O início da germanização nas décadas seguintes, mais tarde acompanhada pelo Kulturkampf, rapidamente mudou esse quadro benigno e alienou os poloneses do estado prussiano, aumentando, em última análise, sua autoconsciência nacional e despertando sua resistência nacional contra o domínio prussiano. 

### 1801–1815: Guerras Napoleônicas

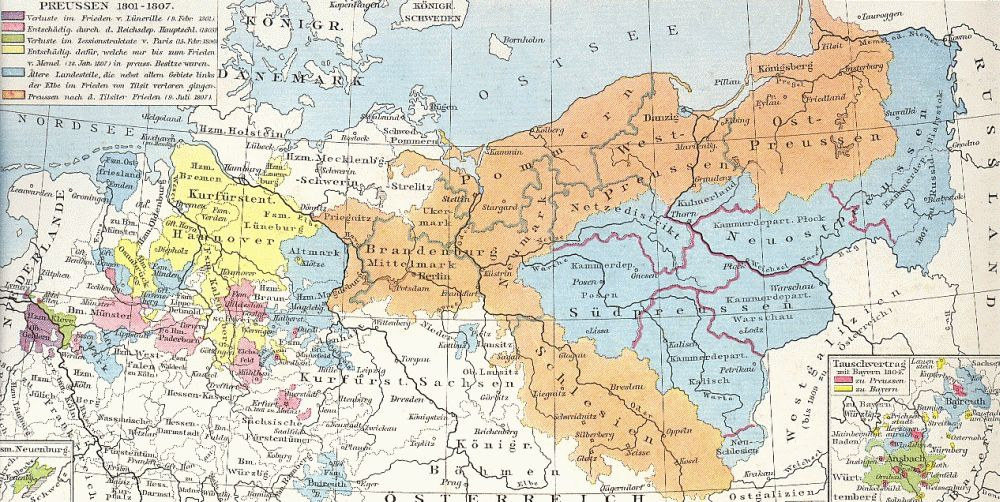
Prússia (laranja) e seus territórios perdidos após a Guerra da Quarta Coalizão (outras cores)

Após a Revolução Francesa e a execução de Luís XVI, a Prússia declarou guerra à Primeira República Francesa. Quando as tropas prussianas tentaram invadir a França, foram derrotadas e o Tratado de Basileia (1795) encerrou a Guerra da Primeira Coalizão. Nele, a Primeira República Francesa e a Prússia estipularam que esta última garantiria a neutralidade do Sacro Império Romano em todos os territórios desta última ao norte da linha de demarcação do Rio Meno, incluindo os domínios continentais britânicos do Eleitorado de Hanôver e os Ducados de Bremen-Verden. Para este fim, Hanover (incluindo Bremen-Verden) também teve que fornecer tropas para o chamado exército de demarcação, mantendo este estado de neutralidade armada. 
Durante a Guerra da Segunda Coalizão contra a França (1799-1802), Napoleão Bonaparte instou a Prússia a ocupar Hanôver. Em 1801, 24.000 soldados prussianos invadiram, surpreendendo Hanover, que se rendeu sem lutar. Em abril de 1801, as tropas prussianas chegaram a Stade, capital de Bremen-Verden, e permaneceram lá até outubro daquele ano. O Reino Unido da Grã-Bretanha e Irlanda inicialmente ignorou a hostilidade da Prússia, mas quando se juntou à Segunda Liga de Neutralidade Armada pró-França, ao lado da Dinamarca e Noruega e da Rússia, a Grã-Bretanha começou a capturar navios prussianos. Após a Batalha de Copenhague, a coalizão se desfez e a Prússia retirou novamente suas tropas. 

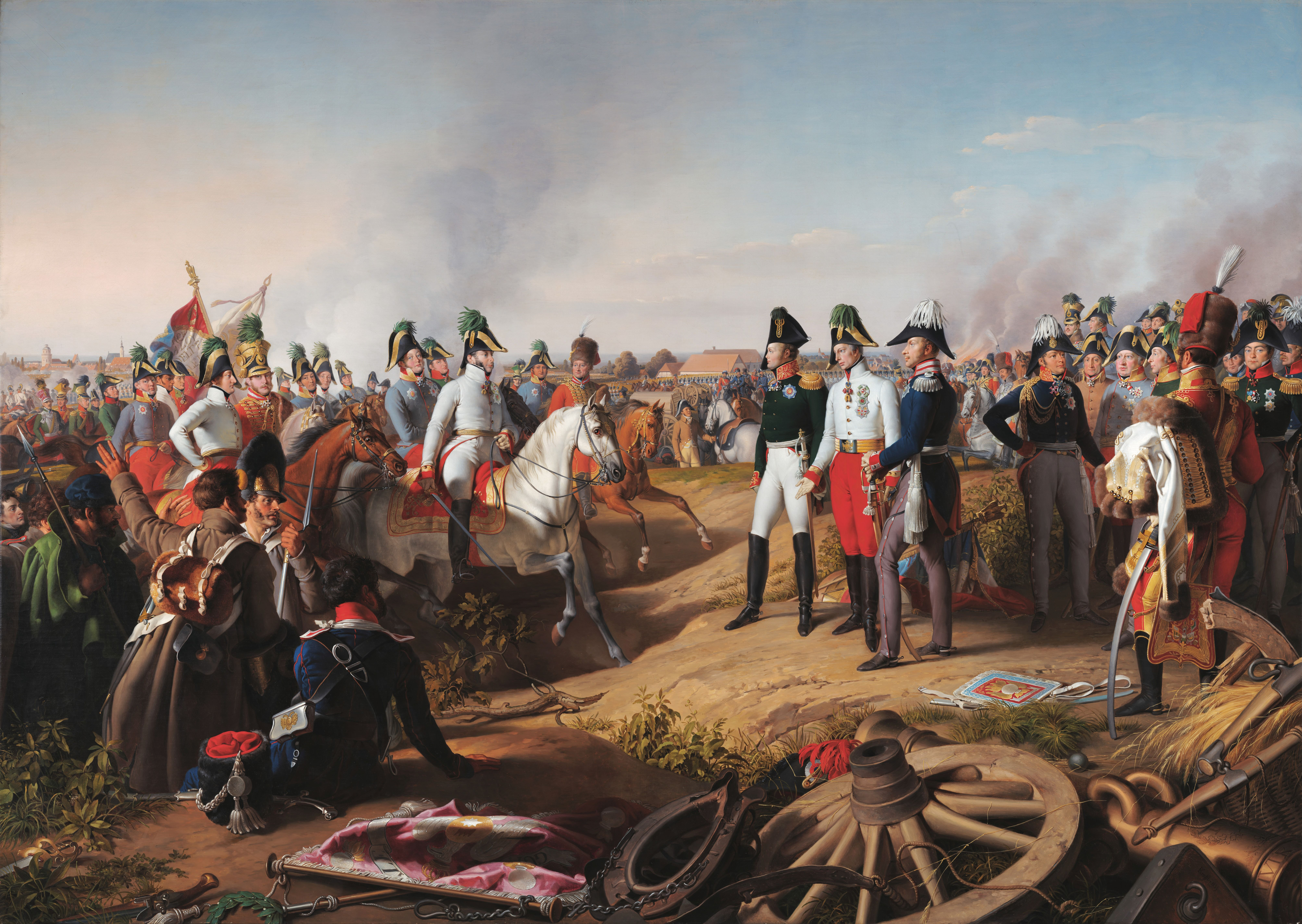
Frederico Guilherme III da Prússia, Alexandre I da Rússia e Francisco I da Áustria após a Batalha de Leipzig, 1813

Por instigação de Napoleão, a Prússia recapturou Hanover e Bremen-Verden, ambos britânicos, no início de 1806. Em 6 de agosto daquele ano, o Sacro Império Romano foi dissolvido como resultado das vitórias de Napoleão sobre a Áustria. O título de Kurfürst (Príncipe-eleitor) de Brandemburgo perdeu o sentido e foi abandonado. No entanto, o rei Frederico Guilherme III era agora soberano de jure e de fato de todos os domínios Hohenzollern. [b] Antes dessa época, o soberano Hohenzollern havia ocupado muitos títulos e coroas, desde Governador Supremo das Igrejas Protestantes (summus episcopus) até Rei, Eleitor, Grão-Duque, Duque das várias regiões e reinos sob seu governo. Depois de 1806 ele era simplesmente Rei da Prússia e summus episcopus. 
Mas quando a Prússia, depois de se voltar contra o Primeiro Império Francês, foi derrotada na Batalha de Jena-Auerstedt (14 de Outubro de 1806), Frederico Guilherme III foi forçado a fugir temporariamente para a remota Memel.  Após os Tratados de Tilsit em 1807, a Prússia perdeu cerca de metade de seu território, incluindo as terras conquistadas na Segunda e Terceira Partições da Polônia (que agora pertenciam ao Ducado de Varsóvia) e todas as terras a oeste do rio Elba. A França recapturou Hanover ocupada pela Prússia, incluindo Bremen-Verden. O restante do reino foi ocupado pelas tropas francesas (às custas da Prússia) e o rei foi obrigado a fazer uma aliança com a França e aderir ao Bloqueio Continental. 
As reformas prussianas foram uma reação à derrota prussiana em 1806 e aos Tratados de Tilsit. Ele descreve uma série de reformas constitucionais, administrativas, sociais e econômicas do reino da Prússia. Elas são às vezes conhecidas como Reformas Stein-Hardenberg, em homenagem a Karl Freiherr vom Stein e Karl August Fürst von Hardenberg, seus principais instigadores. 
Após a derrota de Napoleão na Rússia em 1812, a Prússia abandonou a aliança e participou da Sexta Coalizão durante as "Guerras de Libertação" (Befreiungskriege) contra a ocupação francesa. As tropas prussianas sob o comando do marechal Gebhard Leberecht von Blücher contribuíram crucialmente na Batalha de Waterloo de 1815 para a vitória final sobre Napoleão. 

### 1815: Após Napoleão

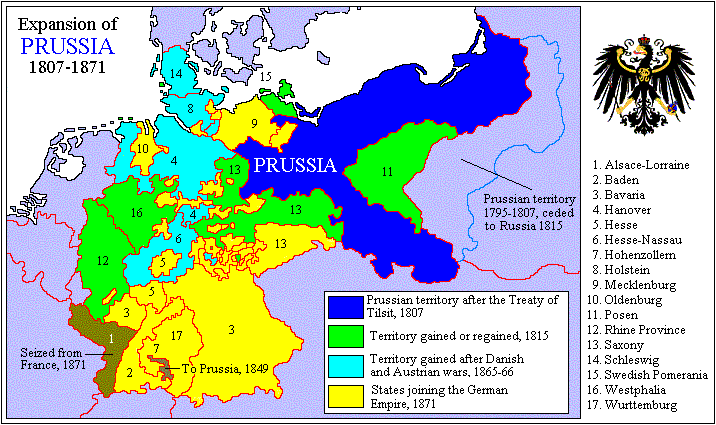
Expansão da Prússia, 1807–1871

A recompensa da Prússia por sua participação na derrota da França veio no Congresso de Viena. Recuperou a maior parte do seu território anterior a 1806. Exceções notáveis incluíram parte do território anexado na Segunda e Terceira Partição da Polônia, que se tornou a Polônia do Congresso sob o domínio russo (embora tenha mantido Danzig, adquirida na Segunda Partição). Também não recuperou várias de suas antigas cidades no sul. No entanto, como compensação, conquistou novos territórios, incluindo 40% do Reino da Saxônia e grande parte da Vestfália e da Renânia. A Prússia agora se estendia ininterruptamente do Niemen, no leste, até o Elba, no oeste, e possuía uma cadeia de territórios desconectados a oeste do Elba. Isso deixou a Prússia como a única grande potência com uma população predominantemente de língua alemã. 
Com esses ganhos de território, o reino foi reorganizado em 10 províncias. A maior parte do reino, além das províncias da Prússia Oriental, Prússia Ocidental e o autônomo Grão-Ducado de Posen, mas incluindo as antigas Terras polonesas de Lauenburg e Bütow e o território de Draheim, tornou-se parte da nova Confederação Germânica, uma confederação de 39 estados soberanos (incluindo Áustria e Boêmia) substituindo o extinto Sacro Império Romano. 
Frederico Guilherme III submeteu a Prússia a uma série de reformas administrativas, entre elas a reorganização do governo por meio de ministérios, que permaneceram formativas pelos cem anos seguintes.  
Quanto à religião, o calvinista reformado Frederico Guilherme III — como Governador Supremo das Igrejas Protestantes — afirmou seu projeto há muito acalentado (iniciado em 1798) de unir a Igreja Luterana e a Reformada em 1817 (ver União Prussiana). A minoria calvinista, fortemente apoiada por seu correligionário Frederico Guilherme III, e a maioria luterana parcialmente relutante formaram a Igreja Evangélica Protestante unida na Prússia. Entretanto, as disputas subsequentes causaram um cisma permanente entre os luteranos, formando luteranos unidos e antigos luteranos em 1830. 
Como consequência das Revoluções de 1848, os Principados de Hohenzollern-Sigmaringen e Hohenzollern-Hechingen (governados por um ramo católico da Casa de Hohenzollern) foram anexados pela Prússia em 1850, mais tarde unidos como a Província de Hohenzollern. 

### 1848–1871: Guerras de unificação alemãs
Durante o meio século que se seguiu ao Congresso de Viena, ocorreu um conflito de ideais dentro da Confederação Germânica entre a formação de uma única nação alemã e a conservação do atual conjunto de estados e reinos alemães menores. O principal debate centrou-se em saber se a Prússia ou o Império Austríaco deveria ser o principal membro de qualquer Alemanha unificada. Os defensores da liderança prussiana argumentavam que a Áustria tinha muitos interesses não alemães para trabalhar pelo bem maior da Alemanha. Eles argumentaram que a Prússia, como o estado mais poderoso, com uma maioria de falantes de alemão, era a mais adequada para liderar a nova nação. 
O estabelecimento da União Aduaneira Alemã (Zollverein) em 1834, que excluiu a Áustria, aumentou a influência prussiana sobre os estados-membros. Após as Revoluções de 1848, o Parlamento de Frankfurt ofereceu em 1849 ao Rei Frederico Guilherme IV da Prússia a coroa de uma Alemanha unida. Frederico Guilherme recusou a oferta alegando que assembleias revolucionárias não podiam conceder títulos reais. Mas ele também se recusou por dois outros motivos: fazê-lo teria feito pouco para acabar com a luta interna pelo poder entre a Áustria e a Prússia, e todos os reis prussianos (até e incluindo Guilherme I) temiam que a formação de um Império Alemão significaria o fim da independência da Prússia dentro dos estados alemães. 
Em 1848, as ações tomadas pela Dinamarca em relação aos Ducados de Schleswig e Holstein levaram à Primeira Guerra de Schleswig (1848–51) entre a Dinamarca e a Confederação Germânica, resultando em uma vitória dinamarquesa. 
Frederico Guilherme emitiu a primeira constituição da Prússia por sua própria autoridade em 1848, modificando-a na Constituição de 1850. Esses documentos — moderados para os padrões da época, mas conservadores para os de hoje — previam um parlamento bicameral, o Landtag. A câmara baixa, mais tarde conhecida como Abgeordnetenhaus, foi eleito por todos os homens com mais de 25 anos usando o sufrágio universal prussiano de três classes. Os eleitores foram divididos em três classes cujos votos foram ponderados de acordo com a quantidade de impostos pagos. Numa eleição típica, a primeira classe (com aqueles que pagaram mais impostos) incluía 4% dos eleitores e a terceira classe (com aqueles que pagaram menos) tinha 82%, mas cada grupo escolheu o mesmo número de eleitores.  O sistema praticamente garantiu o domínio dos homens mais abastados da população. A câmara alta, mais tarde renomeada Herrenhaus ("Câmara dos Lordes"), foi nomeada pelo rei. Ele manteve plena autoridade executiva, e os ministros eram responsáveis somente perante ele. Como resultado, o domínio das classes proprietárias de terras, os Junkers, permaneceu ininterrupto, especialmente nas províncias orientais. A constituição continha, no entanto, uma série de elementos liberais, como a introdução de tribunais de júri e um catálogo de direitos fundamentais que incluíam a liberdade de religião, de expressão e de imprensa. 
Frederico Guilherme sofreu um derrame em 1857, e seu irmão mais novo, o príncipe William, tornou-se regente . William seguiu uma política consideravelmente mais moderada. Após a morte de Frederico Guilherme IV em 1861, ele sucedeu ao trono prussiano como Guilherme I. No entanto, logo após se tornar rei, ele enfrentou uma disputa com seu parlamento sobre o tamanho do exército. O parlamento, dominado pelos liberais, rejeitou o desejo de William de aumentar o número de regimentos e reteve a aprovação do orçamento para pagar seus custos. Um impasse se instalou, e William considerou seriamente abdicar em favor de seu filho, o príncipe herdeiro Frederico. Por fim, ele decidiu nomear como primeiro-ministro Otto von Bismarck, na época embaixador prussiano na França. Bismarck assumiu o cargo em 23 de setembro de 1862. 

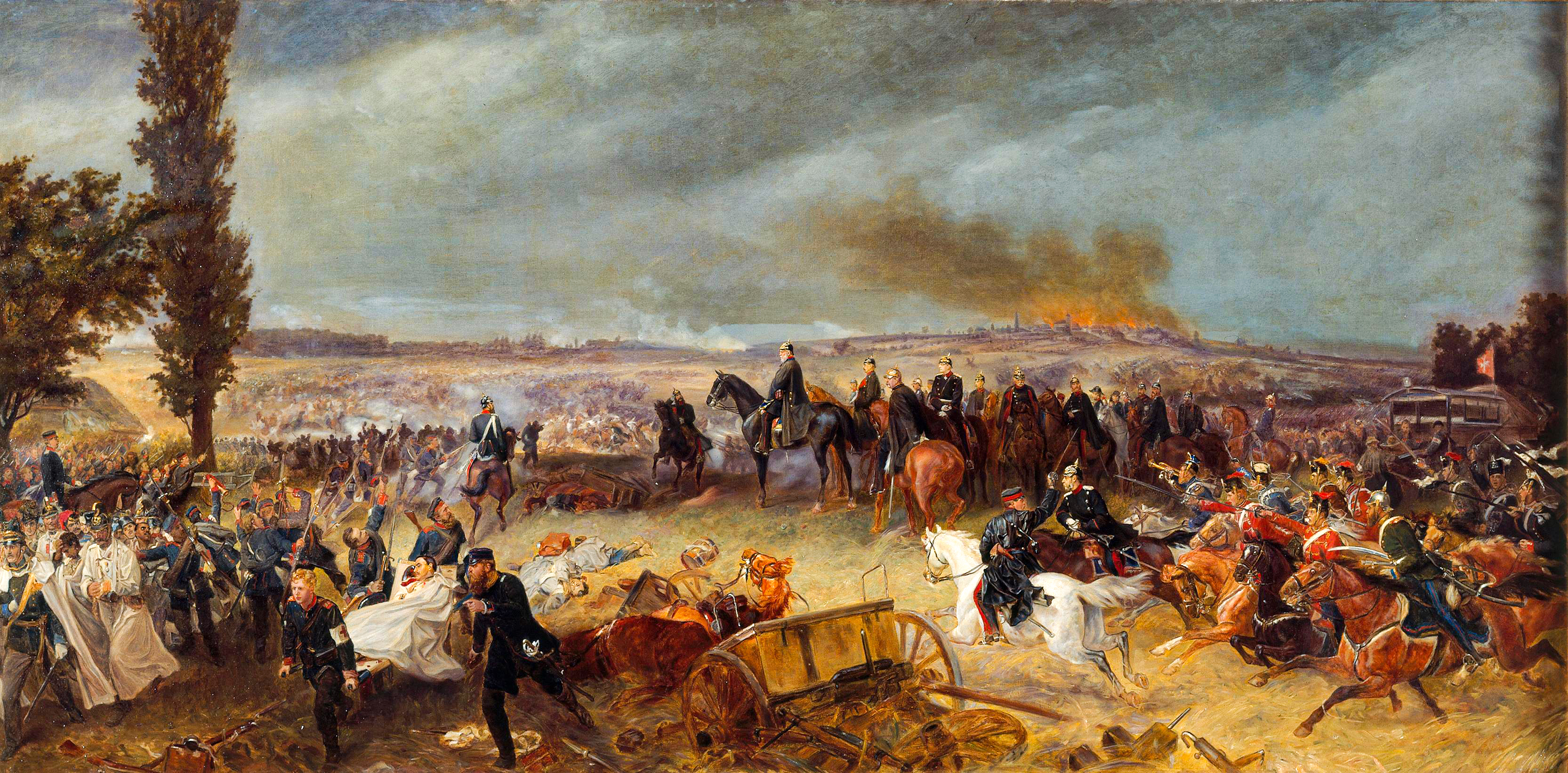
Rei Guilherme I em um cavalo preto com sua comitiva, Bismarck, Moltke e outros, assistindo à Batalha de Königgrätz

Embora Bismarck tivesse a reputação de ser um conservador inflexível, ele inicialmente se inclinou a buscar um acordo sobre a questão orçamentária. No entanto, Guilherme se recusou a considerar isso; ele via as questões de defesa como uma questão pessoal da coroa. Forçado a uma política de confronto, Bismarck criou uma nova teoria. Segundo a constituição, o rei e o parlamento eram responsáveis por concordar com o orçamento. Bismarck argumentou que, como eles não conseguiram chegar a um acordo, havia um "buraco" na constituição, e o governo tinha que continuar a arrecadar impostos e desembolsar fundos de acordo com o antigo orçamento para continuar funcionando. O governo operou sem um novo orçamento de 1862 a 1866, permitindo que Bismarck implementasse as reformas militares de Guilherme. 
Os liberais denunciaram violentamente Bismarck pelo que viam como seu desrespeito à lei fundamental do reino. Entretanto, o verdadeiro plano de Bismarck era uma acomodação com o liberalismo. Embora ele tenha se oposto à unificação alemã no início de sua carreira, agora ele acreditava que ela era inevitável. Para ele, as forças conservadoras tinham que assumir a liderança na iniciativa de criar uma nação unificada para não serem eclipsadas. Ele também acreditava que os liberais de classe média queriam uma Alemanha unificada mais do que quebrar o domínio das forças tradicionais sobre a sociedade. Ele então embarcou em uma iniciativa para formar uma Alemanha unida sob a liderança prussiana e guiou a Prússia por três guerras que finalmente alcançaram esse objetivo. 
A primeira dessas guerras foi a Segunda Guerra de Schleswig (1864), que a Prússia iniciou e teve sucesso, e na qual obteve a assistência da Áustria. A Dinamarca foi derrotada e rendeu Schleswig e Holstein, para a Prússia e a Áustria, respectivamente. 

Consequências da Guerra Austro-Prussiana (1866):
Prússia
Aliados prussianos: Itália e 14 estados alemães.
Áustria
Aliados austríacos: 11 estados alemães
Neutros: Liechtenstein, Limburgo, Luxemburgo, Reuss-Schleiz, Saxe-Weimar-Eisenach, Schwarzburg-Rudolstadt
Aquisições prussianas: Hanôver, Schleswig-Holstein, Interior de Hesse, Hesse-Kassel, Nassau e Frankfurt

A administração dividida de Schleswig e Holstein se tornou o gatilho para a Guerra Austro-Prussiana de 1866, também conhecida como Guerra das Sete Semanas. A Prússia, aliada ao Reino da Itália e a vários estados do norte da Alemanha, declarou guerra ao Império Austríaco. A coalizão liderada pela Áustria foi esmagada, e a Prússia anexou quatro de seus aliados menores: o Reino de Hanôver, o Eleitorado de Hesse, o Ducado de Nassau e a Cidade Livre de Frankfurt. A Prússia também anexou Schleswig e Holstein, e efetivamente anexou Saxe-Lauenburg, forçando-a a uma união pessoal com a Prússia (que se transformou em uma união plena em 1876). O rei Guilherme inicialmente queria tomar território da própria Áustria e anexar a Saxônia, mas Bismarck o convenceu a abandonar a ideia. Embora Bismarck não quisesse que a Áustria desempenhasse nenhum papel futuro nos assuntos alemães, ele previu que a Áustria poderia ser uma valiosa aliada futura. Com esses ganhos territoriais, as possessões prussianas na Renânia e na Vestfália tornaram-se geograficamente conectadas ao resto do reino pela primeira vez. Contando com a anexação de fato de Saxe-Lauenburg, a Prússia agora se estendia ininterruptamente pelos dois terços do norte da Alemanha. Permaneceria nesse tamanho até a queda da monarquia em 1918. 
Bismarck aproveitou a oportunidade para encerrar a disputa orçamentária com o parlamento. Ele propôs um projeto de lei de indenização concedendo-lhe aprovação retroativa para governar sem um orçamento legal. Ele imaginou, corretamente, que isso levaria a uma divisão entre seus adversários liberais. Enquanto alguns deles argumentavam que não poderia haver comprometimento com o princípio do governo constitucional, a maioria dos liberais decidiu apoiar o projeto de lei na esperança de ganhar mais liberdade no futuro. 
A Confederação Alemã foi dissolvida como parte da guerra. Em seu lugar, a Prússia persuadiu os 21 estados ao norte do Meno a formarem a Confederação da Alemanha do Norte em 1866. A Prússia entrou na Confederação como um todo (incluindo o berço da Prússia Oriental de sua condição de estado, bem como sua parcela da Polônia desmembrada, consistindo na Província de Posen e na Prússia Ocidental), tornando-se assim o estado dominante nesta nova entidade, com quatro quintos de seu território e população — mais do que os outros membros da confederação juntos. Seu controle quase total foi consolidado em uma constituição escrita por Bismarck. O poder executivo foi investido em um presidente — um cargo hereditário dos governantes da Prússia. Ele foi auxiliado por um chanceler responsável apenas perante o presidente. Havia também um parlamento bicameral. A câmara baixa, ou Reichstag (Dieta), era eleita por sufrágio universal masculino. A câmara alta, ou Bundesrat (Conselho Federal), era nomeada pelos governos estaduais. O Bundesrat era, na prática, a câmara mais forte. A Prússia teve 17 dos 43 votos e pôde facilmente controlar os procedimentos por meio de alianças com os outros estados. Para todos os efeitos, Bismarck dominou o novo agrupamento. Ele serviu como seu próprio ministro das Relações Exteriores durante praticamente todo o seu mandato como primeiro-ministro da Prússia e, nessa função, foi capaz de instruir os delegados prussianos no Bundesrat. 
Os estados do sul da Alemanha (exceto a Áustria) foram forçados  para aceitar alianças militares com a Prússia, e a Prússia começou a tomar medidas para fundi-las com a Confederação da Alemanha do Norte. A planejada Kleindeutschland de Bismarck e a unificação da Alemanha estava consideravelmente mais próxima de ser realizada. 
O ato final veio com a Guerra Franco-Prussiana (1870-1871), onde Bismarck manobrou o Imperador Napoleão III da França para declarar guerra à Prússia. Ativando as alianças alemãs estabelecidas após a Guerra Austro-Prussiana, os estados alemães, além da Áustria, se uniram e rapidamente derrotaram a França, conseguindo até mesmo fazer Napoleão III prisioneiro (2 de setembro de 1870). Mesmo antes disso, </link> Bismarck conseguiu completar o trabalho de unificação da Alemanha sob a liderança prussiana. O fervor patriótico despertado pela guerra contra a França esmagou os restantes oponentes de uma nação Kleindeutschland unificada e, em 18 de janeiro de 1871 (o 170º aniversário da coroação do primeiro rei prussiano, Frederico I), o Império Alemão foi proclamado no Salão dos Espelhos em Versalhes  fora de Paris, enquanto a capital francesa ainda estava sob cerco. O rei Guilherme se tornou o primeiro imperador (Kaiser) de uma Alemanha unificada. Entretanto, os títulos de Imperador Alemão e Rei da Prússia seriam exercidos pelo mesmo homem até o fim da monarquia. 

### 1871–1918: Ascensão e queda
O novo império de Bismarck era o estado mais poderoso do continente. O domínio da Prússia sobre o novo império era quase tão absoluto quanto o da Confederação da Alemanha do Norte. Incluía dois terços do território do império e três quintos de sua população. A coroa imperial era um cargo hereditário da Casa de Hohenzollern. A Prússia também teve uma grande pluralidade de assentos no Bundesrat, com 17 votos de 58 (17 de 61 após 1911); nenhum outro estado teve mais de seis votos. Como antes, ele poderia controlar efetivamente os procedimentos com o apoio de seus aliados nos estados secundários. Como mencionado acima, Bismarck serviu como ministro das Relações Exteriores da Prússia durante quase toda a sua carreira e, nessa função, instruiu os deputados prussianos no Bundesrat. O Exército Imperial Alemão era essencialmente um exército prussiano ampliado, e as embaixadas do novo império eram, em sua maioria, antigas embaixadas prussianas. A Constituição do Império Alemão era essencialmente uma versão alterada da constituição da Confederação da Alemanha do Norte. 
Entretanto, as sementes para problemas futuros estavam em uma grande disparidade entre os sistemas imperial e prussiano. O império concedeu o voto a todos os homens com mais de 25 anos, embora a Prússia mantivesse o seu direito de voto de três classes, no qual os votos eram ponderados pelos impostos pagos.  Como o chanceler imperial foi, exceto por dois períodos (janeiro a novembro de 1873 e 1892 a 1894), também primeiro-ministro da Prússia, isso significava que, durante a maior parte da existência do império, o rei/imperador e o primeiro-ministro/chanceler tiveram que buscar maiorias de legislaturas eleitas por duas franquias completamente diferentes. 
Na época da criação do império, tanto a Prússia quanto a Alemanha eram cerca de dois terços rurais. Em 20 anos, a situação se inverteu; as cidades e vilas respondiam por dois terços da população. Entretanto, tanto no reino quanto no império, os círculos eleitorais nunca foram redesenhados para refletir a crescente população e influência das cidades e vilas. Isso significa que as áreas rurais foram grosseiramente super-representadas a partir da década de 1890. 
Bismarck percebeu que o resto da Europa estava cético em relação ao seu novo e poderoso Reich e voltou sua atenção para a preservação da paz com atos como o Congresso de Berlim. O novo Império Alemão melhorou suas já fortes relações com a Grã-Bretanha. Os laços entre Londres e Berlim já haviam sido selados em 1858, quando o príncipe herdeiro Frederico Guilherme da Prússia se casou com Vitória, Princesa Real. 
Guilherme I morreu em 1888, e o príncipe herdeiro sucedeu no trono como Frederico III . O novo imperador, um anglófilo convicto, planejou transformar a Prússia e o império em uma monarquia mais liberal e democrática, baseada no modelo britânico. Entretanto, Frederico já estava doente com câncer inoperável na garganta e morreu após apenas 99 dias no trono. Ele foi sucedido por seu filho de 29 anos, Guilherme II. Quando menino, Guilherme se rebelou contra os esforços de seus pais para moldá-lo como um liberal e se tornou completamente prussianizado sob a tutela de Bismarck. 
O novo Kaiser Guilherme rapidamente azedou as relações com as famílias reais britânica e russa (apesar de ter parentesco próximo com elas), tornando-se seu rival e, por fim, seu inimigo. Antes e durante a Primeira Guerra Mundial (1914–1918), a Prússia forneceu um número significativo de soldados e marinheiros para o exército alemão, e os Junkers prussianos dominavam as patentes mais altas. Além disso, partes da Frente Oriental foram travadas em solo prussiano. A Prússia – juntamente com a Alemanha como um todo – experimentou problemas crescentes com revolucionários durante a guerra. A Grande Guerra terminou com o armistício em 11 de novembro de 1918. 
Revoltas em Berlim e outros centros deram início ao conflito civil da Revolução Alemã de 1918-19 (alemão: Novemberrevolution). No final de 1918, a Câmara dos Representantes da Prússia era controlada pelo Partido Social-Democrata da Alemanha (SPD), que defendia o marxismo. Guilherme sabia que havia perdido sua coroa imperial para sempre, mas ainda esperava manter sua coroa prussiana; ele acreditava que, como governante de dois terços da Alemanha, poderia continuar sendo uma figura importante em qualquer regime sucessor. No entanto, William descobriu que isso era impossível sob a constituição imperial. Embora acreditasse que governava o império em união pessoal com a Prússia, a constituição imperial estipulava que a coroa imperial estava vinculada à coroa prussiana. De qualquer forma, ele havia perdido o apoio dos militares que poderiam ter lutado por ele. A abdicação de Guilherme como rei da Prússia e imperador alemão foi anunciada em 9 de novembro de 1918, e ele foi para o exílio na Holanda no dia seguinte. Com revoltas armadas, greves em massa e brigas de rua em Berlim, o governo estadual prussiano declarou estado de sítio e apelou por ajuda militar imperial. A Garde-Kavallerie-Schützen-Division, comandada por Waldemar Pabst, moveu-se contra os grevistas em Berlim. Até o fim dos combates, em 16 de março, eles haviam matado aproximadamente 1.200 pessoas, muitas delas desarmadas e sem envolvimento. O período revolucionário durou de novembro de 1918 até o estabelecimento, em agosto de 1919, de uma república que mais tarde ficou conhecida como República de Weimar. 
A Prússia foi incorporada como Estado Livre da Prússia na República de Weimar, ganhando uma nova constituição republicana em 1920. 

## Estrutura

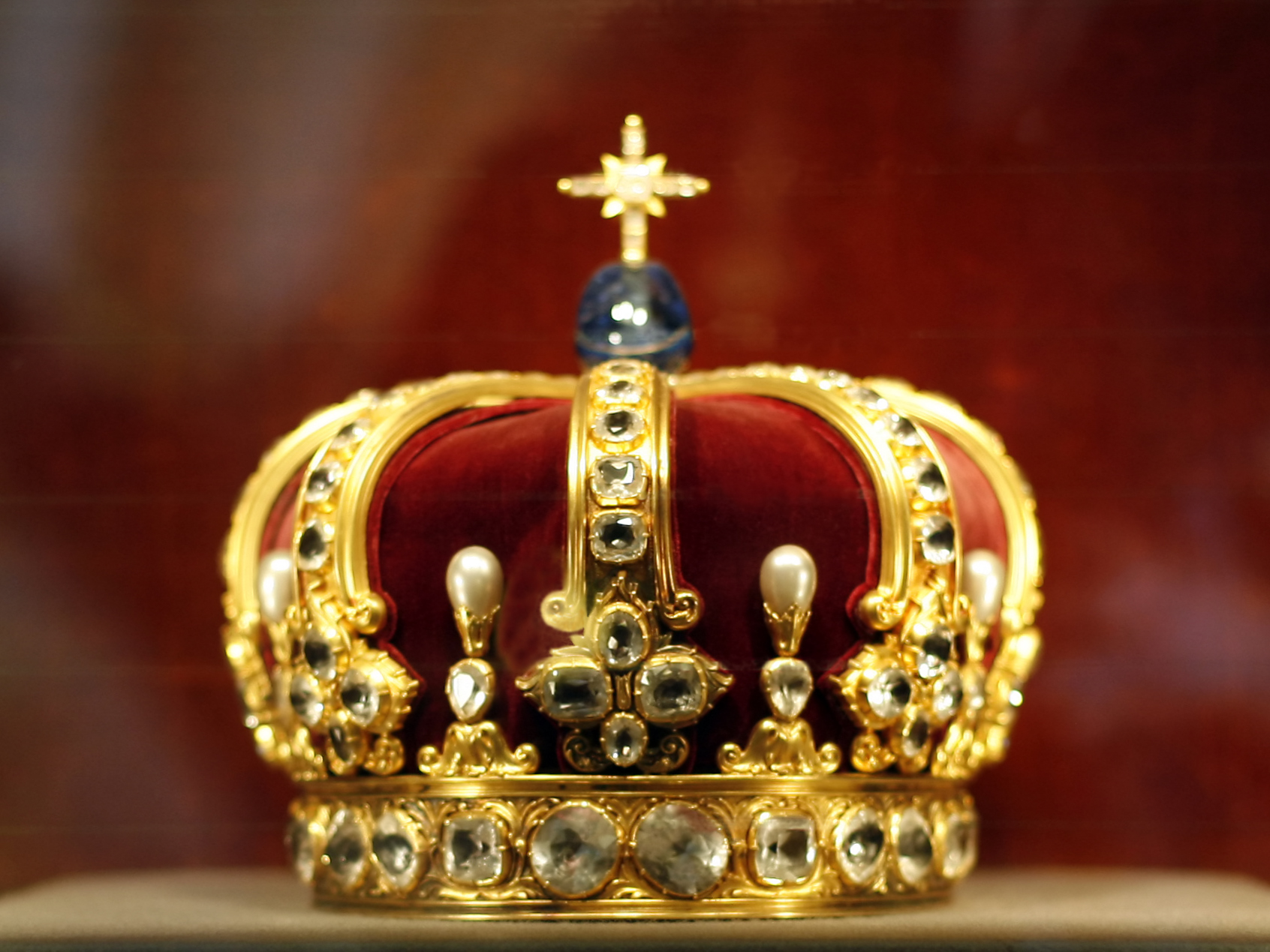
A Coroa do Rei da Prússia (Coleção do Castelo de Hohenzollern)

### Governo
A autoridade conjunta, feudal e burocrática, na qual a monarquia absoluta prussiana se baseava, viu seus interesses baseados na supressão do desejo por liberdade pessoal e direitos democráticos. Teve, portanto, de recorrer a métodos policiais.  O "estado policial", como Otto Hintze o descreveu, substituiu o antigo sistema de propriedade feudal, dirigido no interesse da classe dominante, mas que na sua forma rudimentar era um estado constitucional. 

### Política
O Reino da Prússia foi uma monarquia absoluta até as Revoluções de 1848 nos estados alemães, após as quais a Prússia se tornou uma monarquia constitucional e Adolf Heinrich von Arnim-Boitzenburg foi nomeado o primeiro ministro-presidente da Prússia. Seguindo a primeira constituição da Prússia, um parlamento de duas casas foi formado, chamado Landtag. A câmara baixa, ou Câmara dos Representantes da Prússia, era eleita por todos os homens com mais de 25 anos, usando o direito de voto prussiano de três classes introduzido na Constituição de 1850, que assegurava o domínio dos elementos mais abastados da população.  A câmara alta, que mais tarde foi renomeada Câmara dos Lordes da Prússia, foi nomeada pelo rei. Ele manteve plena autoridade executiva e os ministros eram responsáveis somente perante ele. Como resultado, o domínio das classes proprietárias de terras, os Junkers prussianos, permaneceu ininterrupto, especialmente nas províncias orientais. A Polícia Secreta Prussiana, formada em resposta às Revoluções de 1848 nos estados alemães, auxiliou o governo conservador.

### Constituições
Houve duas constituições durante a existência do reino, as de 1848 e 1850. A primeira foi concedida pelo relutante Frederico Guilherme IV em resposta às exigências que surgiram durante as revoluções alemãs de 1848-1849.  No início de 1848, foram convocadas eleições para uma Assembleia Nacional Prussiana, com todos os homens com 25 anos ou mais aptos a votar. O rei Frederico Guilherme IV e seus ministros apresentaram um projeto de constituição no qual o rei manteve muitos de seus antigos direitos. A Assembleia respondeu com a "Charte Waldeck", que incluía uma lista alargada de direitos fundamentais, uma Volkswehr ('guarda do povo') responsável perante o parlamento e pelas restrições aos direitos feudais. O rei declarou aos seus ministros que "nunca aceitaria [isso] sob nenhuma condição". Em 9 de novembro, ele suspendeu a Assembleia e em 5 de dezembro de 1848 impôs unilateralmente a Constituição de 1848. Continha um número significativo de elementos liberais da Carta de Waldeck, incluindo um parlamento com duas câmaras, a introdução de tribunais de júri, certas limitações aos poderes do monarca e um mandato para garantir a segurança jurídica. Também garantiu muitos direitos fundamentais, como a liberdade de expressão, de imprensa e de religião. 
Apesar das cláusulas liberais da constituição, a Prússia ainda estava longe de ser um estado democrático. O rei tinha poder de veto absoluto sobre as leis, o que restringia a separação de poderes. Era possível ao monarca contornar o judiciário, e os militares podiam ser descritos como um estado dentro do estado. Todos os cidadãos adultos do sexo masculino, independentemente da classe, tinham o direito de votar, mas o sufrágio prussiano de três classes, que ponderava os votos com base na quantidade de impostos pagos, limitava significativamente a voz política das classes média e baixa. 
A Constituição da Prússia de 1850 foi uma versão alterada da Constituição de 1848. Ao contrário da versão anterior, a revisão de 1850 foi um esforço cooperativo entre o novo Parlamento prussiano, o rei e seus ministros.  As mudanças que eles fizeram na Constituição de 1848 foram, em sua maioria, de natureza menor. O rei permaneceu em uma posição de domínio sobre os três poderes do governo, e o parlamento não tinha controle sobre os militares, mas os elementos liberais introduzidos na Constituição de 1848 permaneceram em grande parte em vigor.
A Constituição de 1850, frequentemente alterada, foi a lei fundamental da Prússia até o fim do Império Alemão em 1918.

## Religião
A Constituição Prussiana de 1850 permitiu liberdade de consciência, liberdade de culto público e privado e liberdade de associação com entidades religiosas. Afirmou que todas as igrejas e outras associações religiosas deveriam administrar tudo de forma independente e privada do Estado e que nenhuma parte do governo poderia afetar a Igreja. A constituição também declarou que todas as crianças deveriam aprender a sua religião com pessoas da sua própria religião e não com outra pessoa.  
De acordo com um censo realizado no início ou meados de 1800, por volta da década de 1830 havia uma divisão de seis religiões: por milhão de habitantes, 609.427,0 protestantes praticantes, 376.177,1 católicos praticantes, 13.348,8 judeus praticantes, 925,1 menonitas, 121,4 ortodoxos gregos e 0,6 muçulmanos. Naquela época, a população total era de 14.098.125 pessoas, o que significa que havia aproximadamente 8.591.778 protestantes praticantes, 5.303.392 católicos praticantes, 188.193 judeus praticantes, 13.042 menonitas, 1.712 ortodoxos gregos e 8 muçulmanos. 
Embora dominada por protestantes luteranos (junto com alguns calvinistas), ela continha milhões de católicos no oeste e na Polônia. Havia numerosas populações católicas na Renânia e em partes da Vestfália. Além disso, a Prússia Ocidental, a Vármia, a Silésia e a província de Posen tinham populações predominantemente católicas de língua polonesa. A região da Masúria, no sul da Prússia Oriental, era composta principalmente por protestantes mazurianos germanizados. 

## Etnias

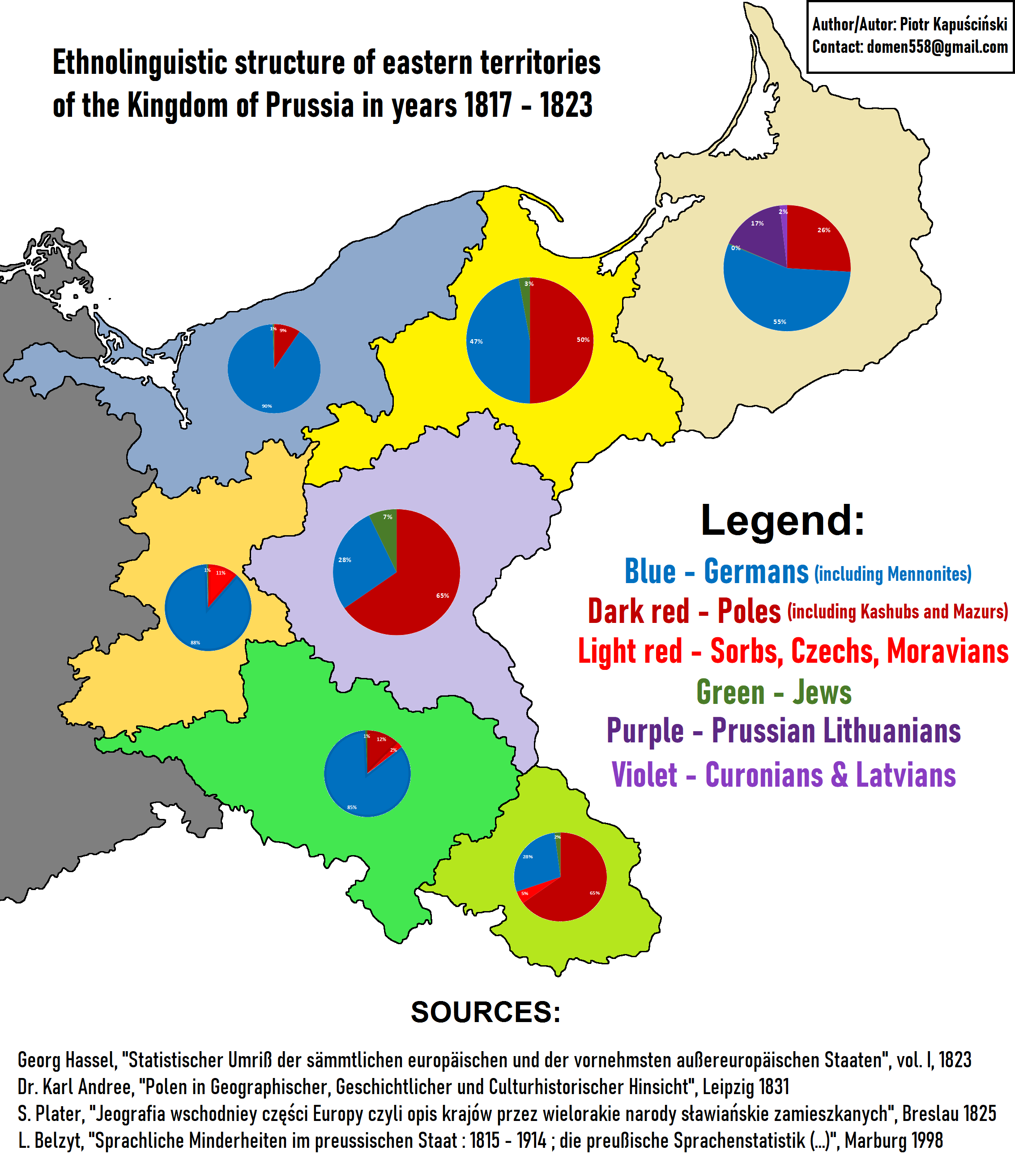
Estrutura étnica das regiões orientais da Prússia em 1817-1823

Além dos alemães étnicos, o país era habitado também por minorias etnolinguísticas, como poloneses (incluindo cassubianos na Prússia Ocidental e mazures na Prússia Oriental), lituanos prussianos (na Prússia Oriental), sorábios (na Lusácia), tchecos e morávios (na Silésia), dinamarqueses (em Schleswig), judeus, frísios, holandeses, valões, russos (em Wojnowo), franceses, italianos, húngaros e outros. 

## Subdivisões

As dez províncias do Reino da Prússia, após o Congresso de Viena. Os outros estados-membros da Confederação Alemã são mostrados em bege. O Cantão de Neuchâtel, no sudoeste, ficou sob administração prussiana até 1848.

As regiões centrais originais do Reino da Prússia eram a Marca de Brandemburgo e o Ducado da Prússia, que juntos formavam Brandemburgo-Prússia. Uma província da Pomerânia Austríaca era controlada pela Prússia desde 1653. Combinada com a Pomerânia Sueca, conquistada da Suécia em 1720 e 1815, esta região formou a Província da Pomerânia. Os ganhos prussianos nas Guerras da Silésia levaram à formação da Província da Silésia em 1740. 

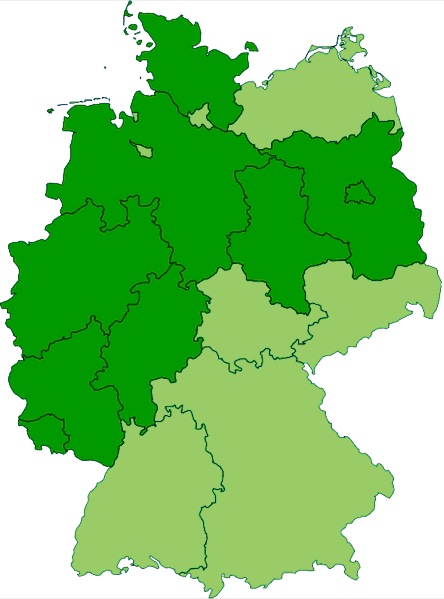
Estados atuais da Alemanha (mostrados em verde escuro) que estão completamente ou principalmente situados dentro das antigas fronteiras do Reino da Prússia da Alemanha Imperial

Após a Primeira Partição da Polônia em 1772, a recém-anexada Prússia Real e Vármia se tornaram a Província da Prússia Ocidental, enquanto o Ducado da Prússia (junto com parte da Vármia) se tornou a Província da Prússia Oriental. Outras anexações ao longo do Rio Noteć (Netze) tornaram-se o Distrito de Netze. Após a segunda e terceira partições (1793-1795), as novas anexações prussianas tornaram-se as províncias da Nova Silésia, Prússia do Sul e Nova Prússia Oriental, com o Distrito de Netze redividido entre a Prússia Ocidental e a Prússia do Sul. Todas as terras polonesas adquiridas permaneceram fora do Sacro Império Romano, e as três últimas províncias foram desvinculadas da Prússia após os Tratados de Tilsit para serem incluídas no Grão-Ducado Napoleônico de Varsóvia em 1806, e foram finalmente perdidas para a Polônia do Congresso após o Congresso de Viena em 1815, exceto a parte ocidental da Prússia do Sul, que formaria parte do Grão-Ducado da Posnânia, esta última, entretanto, também permaneceu fora da Confederação Germânica, a sucessora do dissolvido Sacro Império Romano, assim como a província da Prússia Oriental e a província da Prússia Ocidental. 
Após as grandes conquistas ocidentais feitas pela Prússia após o Congresso de Viena, um total de dez províncias foram estabelecidas, cada uma subdividida em regiões administrativas menores conhecidas como Regierungsbezirke. As províncias eram:
- Província de Brandemburgo
- Província da Prússia Oriental (fora da Confederação Alemã)
- Província de Jülich-Cleves-Berg
- Grão-Ducado do Baixo Reno
- Província da Pomerânia
- Grão-Ducado da Posnânia (autônomo, fora da Confederação Germânica)
- Província da Saxônia
- Província da Silésia
- Província da Prússia Ocidental (fora da Confederação Alemã)
- Província de Vestfália

Em 1822, as províncias de Jülich-Cleves-Berg e do Baixo Reno foram fundidas para formar a Província do Reno. Em 1829, as províncias da Prússia Oriental e Ocidental se fundiram para formar a Província da Prússia, mas as províncias separadas foram reformadas em 1878. Os principados de Hohenzollern-Sigmaringen e Hohenzollern-Hechingen foram anexados em 1850 para formar a Província de Hohenzollern. 
Após a vitória da Prússia na Guerra Austro-Prussiana de 1866, os territórios anexados pela Prússia foram reorganizados em três novas províncias:
- Província de Hanover
- Província de Hesse-Nassau
- Província de Schleswig-Holstein